# Јожеф Грегор
Јожеф Грегор (мађ. Gregor József; Будимпешта, 30. новембар 1963)  је бивши мађарски фудбалер који је играо на позицији нападача. Постао је најбољи стрелац мађарског националног првенства НБ I у сезони 1990/91. и играо је за репрезентацију Мађарске.

## Клупска каријера
Грегор је фудбалски одрастао у подмладку Ференцвароша, али је сениорску каријеру започео у ФК Епитек, где је играо до 1988. године. Између 1988. и 1991. био је играч Хонведа из Будимпште. Са Кишпештом је освојио 2 титуле првака и једну титулу у Купу Мађарске. У сезони 1990/91. постао је најбољи стрелац лиге са 15 постигнутих голова. У том периоду је био и у репрезентацији. Следећу сезону провео је у тиму Шиофока Бањаша, одакле се вратио у матични клуб Ференцварош. У Фрадију је између 1992. и 1995. играо укупно 66 пута (42 првенствене, 3 међународне, 21 домаће такмичарске утакмице) и постигао 14 голова (11 лигашких, 3 остала). У сезони 1994/95, такође је постао шампион са ФТЦ-ом. Између 1993. и 1995. године са тимом је три пута узастопно освојио Куп Мађарске и Суперкуп. Суперкуп се у 1995. години није играо зато што је Ференцварош освојио првенство и куп па је аутоматски понео титулу и у Суперкупу.

## Репрезентација
Између 1988. и 1991. шест пута се појавио у репрезентацији, али није успео да постигне ниједан гол.

## Остварења
- Прва лига Мађарске у фудбалу
  - шампион: 1988/89, 1990/91, 1994/95.
  - 3.: 1992/93.
  - Најбољи стрелац Мађарске лиге:: 1990/91. (15. голова)
- Куп Мађарске у фудбалу
  - победник: 1989, 1993, 1994, 1995
  - финалиста: 1990
- Суперкуп Мађарске у фудбалу
  - победник: 1993, 1994, 1995